# Wołost Samołukowskaja
Wołost Samołukowskaja (ros. Самолуковская волость) – jednostka administracyjna (osiedle wiejskie) wchodząca w skład rejonu łokniańskiego w оbwodzie pskowskim w Rosji.
Centrum administracyjnym osiedla jest wieś (ros. деревня, trb. dieriewnia) Baszowo.

## Geografia
Powierzchnia osiedla wynosi 680,4 km².

## Historia
26 stycznia 1995 roku wszystkie sielsowiety obwodu pskowskiego zostały przemianowane na wołosti, co skutkowało również powstaniem wołosti Samołukowskaja.

## Demografia
W 2020 roku osiedle wiejskie zamieszkiwało 1466 mieszkańców.

## Miejscowości
W skład jednostki administracyjnej wchodzi 85 miejscowości: Ajdarowo, Aleksiejewskoje, Alfimowo, Anufrijewo, Awierowo, Bakołowo, Baszowo, Biełochnowo, Bieriednikowo, Bor, Burnosowo, Czeriepiagi, Czulinino, Czuriłowo, Diomino, Drozdowo, Duniani, Filippowo, Głuchowo, Goleniszczewo, Goworowo, Iwancewo, Iwaniszczewo, Jagodkino, Kalenidowo, Karcewo, Kariełowo, Kawiezino, Koszniewo, Kozino, Krasichino, Krasnaja Gorka, Kriestiłowo, Lediacha, Lipszani, Lubomirowo, Łubieńkino, Machnowo, Małoje Kaśkowo, Marjino, Miedwiedowo, Mićkowo, Montiejewo, Orieszkowo, Panowo, Paszkowo, Pliski, Poddubje, Priskucha, Rabotino, Rożnowo, Samołukowo, Sazonowo, Sienino, Siergiejewskoje, Sinichowo, Skraby, Słobodka, Sosnowka, Stiepanowszczina, Suchłowo, Sysojewo, Szczenajłowo, Szczepunowo, Szeriechowo, Tieriechowo, Timofiejkowo, Triapiczino, Trostino, Usadiszcze, Wałujewskoje, Wasiljewskoje, Wasilowo, Waśkowo, Wołodźkowo, Wołyncewo, Woroncowo, Zachariewo, Zagorje, Załużje, Zamoszje, Zarubino, Ziencowo, Żukowo, Żybojedowo.